# Arturo Sandoval
Pour les articles homonymes, voir Sandoval.
Arturo Sandoval, né le 6 novembre 1949 à Artemisa (Cuba), est un compositeur et musicien de jazz.

## Biographie
Fils d’un mécanicien automobile, le jeune Arturo se passionne pour la musique et intègre la fanfare de sa ville natale à l’âge d’environ 12 ou 13 ans. Il y est notamment initié au solfège mais s’intéresse à plusieurs instruments dont les percussions pour jeter son dévolu sur la trompette.
Arturo Sandoval entame en 1964 une formation classique à l’Escuela Nacional de Arte de La Havane. Dans le Cuba postrévolutionnaire les cours sont dispensés par un professeur de trompette russe.
Entre 1967 une initiative gouvernementale met en place, sous la diréction d’Armando Romeu, l’Orquesta Cubana de Musica Moderna. Arturo Sandoval l’intègre alors qu’il est sous les drapeaux à la suite de son incorporation en 1971.
Cette composition aboutira, en 1973, à la fondation de l’Irakere dont Sandoval est l’un des initiateurs. Le groupe, dont Sandoval, effectuera de nombreuses tournées à travers le monde sous l’impulsion notamment de Paquito D’Rivera et de Chucho Valdés.
Sandoval se passionne pour les enregistrements bebop de Charlie Parker, Clifford Brown et Dizzy Gillespie. En 1977, Gillespie tourne dans les Caraïbes en compagnie de Stan Getz. Sandoval, qui considère l’américain comme son père spirituel, le reçoit à Cuba. Après lui avoir fait visiter les quartiers afro-cubains où des musiciens jouent guanganco et rumba dans les rues, Sandoval révèle ses talents de musicien à Gillespie en montant sur scène avec lui.
L’américain l’influençant déjà énormément devint rapidement son mentor et son collègue, puisqu'ils jouèrent ensemble en concert en Europe, à Cuba puis au sein de l'Orchestre des Nations unies.
Au début des années 1980, il quitte Irakere pour effectuer des tournées avec sa propre formation. Le régime castriste l’autorise à effectuer quelques apparitions avec l’Orchestre symphonique de la BBC ou encore le Philharmonique de Leningrad renommé depuis Orchestre philharmonique de Saint-Pétersbourg.
Toutefois, ses relations au régime en place à La Havane sont telles que Sandoval envisage de fuir son pays. Alors qu’il effectue durant le mois de juillet 1990 une tournée en Italie avec l'Orchestre des Nations unies, Sandoval, accompagné par son fils Arturin et son épouse Marianela se réfugie à l’Ambassade des États-Unis à Rome. Il y sollicite l’asile politique que son ami Gillespie l’aidera à obtenir.
Sandoval s’installe alors à Miami en Floride, proche de sa terre natale et siège d’une importante communauté cubaine.
Après s’être vu opposer un refus par les autorités américaines en 1997 au motif qu'il fut membre du parti communiste cubain, Sandoval obtient en 1998 la nationalité américaine à la suite d'une intervention du président Bill Clinton.
Le biographe James M. Manheim précise que, dans une interview au Financial Times, Sandoval indique qu'il a vécu les conditions dans lesquelles ce refus est intervenu comme une expérience dégradante. En effet, le rejet de sa demande par l'administration américaine reposait sur son adhésion au parti communiste alors que celle-ci avait pour fondement l'autorisation d'être accompagné par sa famille lors de ses voyages à l'étranger, ce qui, in fine, rendra sa défection possible.
La vie d’Arturo Sandoval a fait l'objet d'un téléfilm américain (2000) : For Love or Country: The Arturo Sandoval Story avec Andy García lui-même d’origine cubaine.
Ce dernier a fait appel à lui pour composer la bande originale de l’une de ses productions, Middleton, sorti en 2013.
Sandoval a notamment travaillé avec : Vikki Carr, Luis Enrique, Mike Couzzi, George Noriega, Lee Levin, Tony Concepcion, Julio Hernandez, Rene Toledo, Rita Quintero, Dana Teboe, Ed Calle et le "Lincoln Center Afro-Latin Orchestra".
À la fin des années 2010, il met en musique deux films réalisés par Clint Eastwood, La Mule (2018) et Le Cas Richard Jewell (2019).
En février 2021, à la suite des attaques des autorités cubaines à l'égard des interprètes du clip Patria y vida, plusieurs artistes cubains, dont Arturo Sandoval, viennent témoigner de leurs propres expériences de violations des droits de l'homme à Cuba, devant le parlement européen .

## Discographie
- 1976 - Havana - David Amram
- 1977 - New York - David Amram

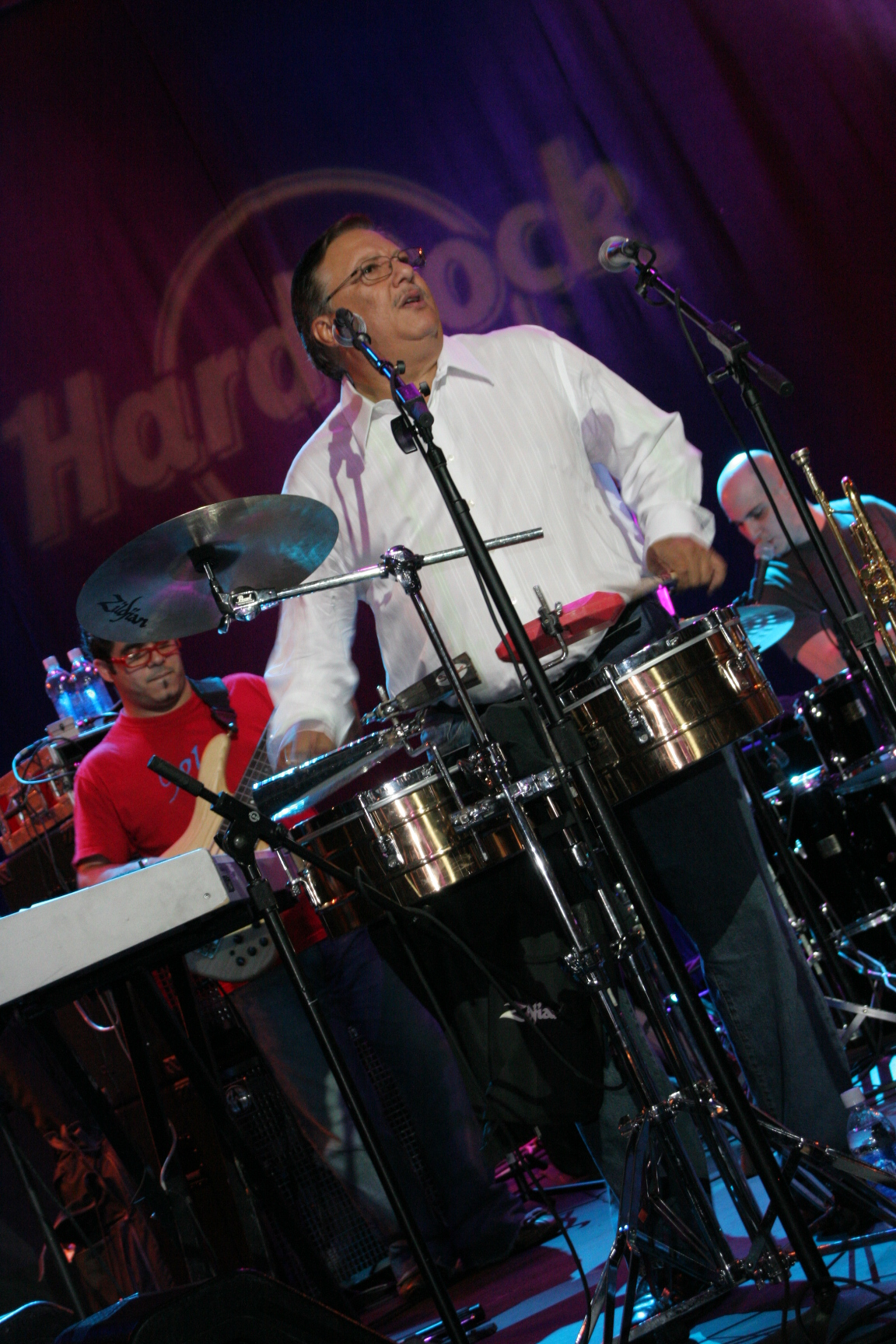
Arturo Sandoval.

- 1978 - The Best of Irakere - Irakere
- 1979 - Irakere - Irakere
- 1982 - To a Finland Station - Arturo Sandoval
- 1983 - Breaking the Sound Barrier - Arturo Sandoval
- 1986 - No Problem - Arturo Sandoval
- 1987 - Tumbaito - Arturo Sandoval
- 1988 - Straight Ahead - Arturo Sandoval
- 1988 - Plays for the pandas -  Arturo Sandoval
- 1989 - Classics - Arturo Sandoval
- 1989 - Arturo Sandoval - Arturo Sandoval
- 1990 - Live at the Royal Festival Hall 1989 - Dizzy Gillespie
- 1991 - Flight to Freedom - Arturo Sandoval
- 1992 - I Remember Clifford - Arturo Sandoval
- 1993 - Dreams Come True - Arturo Sandoval [Arrangements et direction d'orchestre : Michel Legrand]
- 1993 - Passion - Regina Belle
- 1994 - Danzon (Dance On) - Arturo Sandoval
- 1994 - Cubano - Arturo Sandoval
- 1995 - Arturo Sandoval y el Tren Latino - Arturo Sandoval
- 1995 - Concerto - Arturo Sandoval
- 1995 - Arturo Sandoval & The Latin Train - Arturo Sandoval
- 1996 - Double Talk - Ed Calle
- 1996 - Swingin - Arturo Sandoval
- 1997 - Just Music - Arturo Sandoval
- 1998 - Hot House - Arturo Sandoval
- 1999 - Americana - Arturo Sandoval
- 1999 - Sunset Harbor - Ed Calle
- 1999 - Los Elefantes - Arturo Sandoval & Wynton Marsalis
- 2000 - Ronnie Scott's Jazz House - Arturo Sandoval
- 2000 - For Love or Country: The Arturo Sandoval Story - Bande originale
- 2001 - Piedras Y Flores - Amaury Gutiérrez
- 2001 - L.A. Meetings - Arturo Sandoval
- 2001 - Swingin' For The Fences - Gordon Goodwin's Big Phat Band
- 2002 - My Passion for the Piano - Arturo Sandoval
- 2003 - From Havana With Love - Arturo Sandoval
- 2003 - Trumpet Evolution - Arturo Sandoval
- 2005 - Live at the Blue Note - Arturo Sandoval
- 2009 - Soy Hombre avec Aventura dans leur album The Last
- 2010 - A Time For Love, Arturo Sandoval
- 2012 - Dear Diz (Every Day I Think of You), Arturo Sandoval

## Filmographie
Sauf indication contraire, les informations mentionnées dans cette section peuvent être confirmées par la base de données cinématographiques IMDb,  présente dans la section « Liens externes ».

### Compositeur
- 2013 : Middleton d'Adam Rodgers
- 2018 : La Mule (The Mule) de Clint Eastwood
- 2019 : Le Cas Richard Jewell (Richard Jewell) de Clint Eastwood

### Musicien / interprète
- 1992 : Les Mambo Kings (The Mambo Kings) d'Arne Glimcher (auteur-interprète de Mambo Caliente)
- 1996 : Faux frères, vrais jumeaux (Steal Big Steal Little) d'Andrew Davis (auteur-interprète de Mambo Caliente)
- 1996 : Mr. Wrong de Nick Castle (interprète/producteur de Sauvito)
- 2011 : Rango de Gore Verbinski (interprète de Walk Don't Rango)